# Anna, Valencia
Anna là một đô thị ở comarca Canal de Navarrés cộng đồng Valencia, Tây Ban Nha. Đô thị này có diện tích 21,45 km², dân số thời điểm năm 2006 là 2673 người.